# Ремпутьмаш (Ярославль)
АО «Яросла́вский вагоноремо́нтный заво́д „Ремпутьма́ш“» (ЯВРЗ) — машиностроительное предприятие России по ремонту вагонов и выпуску тяжёлых путевых машин для нужд железнодорожного транспорта, расположенное в Ярославле.

## История
В 1872 году у ныне закрытой станции Урочь железной дороги Ярославль — Архангельск открыты Урочские железнодорожные мастерские. В 1918 году мастерские национализированы и переименованы в ТМУ[неизвестный термин] (Урочские мастерские службы тяги).
В 1931 году ТМУ стали заводом № 2 в Ивановском машиностроительном тресте республиканского объединения машиностроительных заводов (РАМО), новым профилем предприятия стало производство бумагоделательных машин.
В 1933 завод возвращён Наркомату путей сообщения как Урочский вагоноремонтный завод (ВРЗ «Урочь») Управления локомотиворемонтными и паровозоремонтными заводами, профиль — ремонт товарных вагонов. Во время Великой Отечественной войны на заводе были отремонтированы 6 бронепоездов и 3 санитарных поезда. В послевоенные годы завод производил ремонт 4-хосных изотермических вагонов.
С 1950 года на заводе ремонтируют только советские 2-осные грузовые вагоны и оборудуют вагоны под жильё. В 1952 году предприятие переименовано в Ярославский вагоноремонтный завод Главного управления по ремонту подвижного состава и производству запасных частей Министерства путей сообщения СССР. В 1964 году началось изготовление универсальных металлических контейнеров, в 1966 — производство рельсовых прокладок из кордонита, в 1972 году — ремонт 4-осных полувагонов. К началу 1992 года завод ремонтировал полувагоны, хоппер-дозаторы, снегоочистители, путевые машины, выпускались контейнеры и запасные части для вагонов. В 1995 году начат ремонт путевой техники.
В 1997 году завод вошёл в группу компаний «Ремпутьмаш». С 1998 года он специализируется на ремонте хоппер-дозаторов, полувагонов бункерного типа, цистерн, спецвагонов. В 2000 году освоен выпуск составов для перевозки стрелочных переводов, в 2002 — цистерн-водохранилищ для пожарных поездов, капитальный ремонт платформ, в 2004 — 4-осных платформ для перевозки материалов и оборудования при ремонтах пути, в 2005 — спецсоставов для перевозки рельсовых плетей, капитальный ремонт полувагонов.
В 2018 году АО "Ярославский ВРЗ "Ремпутьмаш" в составе Группы РПМ вошел в холдинг "Синара - Транспортные Машины"

## Продукция
По состоянию на 2009 год завод специализируется на ремонте хоппер-дозаторов, вагонов-самосвалов (думпкаров), полувагонов бункерного типа, спецвагонов для перевозки техуглерода, торфовозов, платформ универсальных, платформ для перевозки рельсовых звеньев, цистерн.